# Elecciones estatales extraordinarias de Oaxaca de 2011
Las elecciones estatales extraordinarias de Oaxaca de 2011 se celebraron el domingo 27 de marzo de 2011, habiéndose renovado los siguientes cargos de elección popular:
- Presidente Municipal de Pinotepa de Don Luis. Regidos por el sistema de partidos, compuesto por un Presidente Municipal y regidores, electos para un periodo de tres años no reelegibles para el periodo inmediato. El candidato electo extraordinario fue Ángel Ríos Solís.

## Ayuntamiento de Pinotepa de Don Luis
| Partido/Alianza                                | Partido/Alianza                                                      | Candidato              | Candidato              | Votos  | Porcentaje |
| ---------------------------------------------- | -------------------------------------------------------------------- | ---------------------- | ---------------------- | ------ | ---------- |
|                                                | Unidos por la Paz y el Progreso (PAN, PRD, PT y Convergencia)        | Ángel Ríos Solís Hecho | Ángel Ríos Solís Hecho |        |            |
|                                                | Por la Transformación de Oaxaca (PRI, PVEM y Partido Unidad Popular) |                        |                        |        |            |
|                                                | Partido Nueva Alianza                                                |                        |                        |        |            |
|                                                | No registrados                                                       |                        |                        |        |            |
|                                                | Nulos                                                                |                        |                        |        |            |
| Total                                          | Total                                                                | Total                  | Total                  | 31,611 |            |
| Fuente: Instituto Estatal Electoral de Oaxaca. |                                                                      |                        |                        |        |            |